# Lars-Gunnar Andersson
Lars-Gunnar Andersson (ur. 9 sierpnia 1949 w Göteborgu) – szwedzki językoznawca. Do jego zainteresowań naukowych należą: gramatyka, semantyka, socjolingwistyka, postawy językowe, dialektologia.
Wykształcenie wyższe zdobył w zakresie językoznawstwa ogólnego, języków nordyckich, historii literatury, filozofii teoretycznej i teorii nauki. W 1975 roku doktoryzował się w dziedzinie językoznawstwa ogólnego.
Profesor języka szwedzkiego na Uniwersytecie w Göteborgu. Uczestniczy w audycji radiowej „Språket” (radio P1). Laureat nagrody Arturpris.
W 1999 roku został wybrany członkiem Królewskiego Towarzystwa Nauk i Sztuk w Göteborgu.

## Wybrana twórczość
- Form and function of subordinate clauses (1975)
- Semantik (współautorstwo, 1976)
- Logic in linguistics (współautorstwo, 1979)
- Sicket mål (współautorstwo, 1986)
- Mål på hemmaplan (współautorstwo, 1987)
- Bad language (współautorstwo, 1990)
- Languages in Botswana (współautorstwo, 1997)